# Fußball-Weltmeisterschaft 1982/Argentinien
Dieser Artikel behandelt die argentinische Fußballnationalmannschaft bei der Fußball-Weltmeisterschaft 1982.

## Qualifikation
Argentinien war als Titelverteidiger von 1978 automatisch qualifiziert.

## Argentinisches Aufgebot
| Nr.               | Name                 | Verein vor WM-Beginn    | Geburtstag | Spiele   | Tore     | Gelbe Karte | Rote Karte |
| Torhüter          | Torhüter             | Torhüter                | Torhüter   | Torhüter | Torhüter | Torhüter    | Torhüter   |
| ----------------- | -------------------- | ----------------------- | ---------- | -------- | -------- | ----------- | ---------- |
| 2                 | Héctor Baley         | CA Talleres             | 16.11.1950 | 0        | 0        | 0           | 0          |
| 7                 | Ubaldo Fillol        | River Plate             | 21.07.1950 | 5        | 0        | 0           | 0          |
| 16                | Nery Pumpido         | CA Vélez Sarsfield      | 30.07.1957 | 0        | 0        | 0           | 0          |
| Abwehrspieler     |                      |                         |            |          |          |             |            |
| 8                 | Luis Galván          | CA Talleres             | 24.02.1948 | 5        | 0        | 0           | 0          |
| 14                | Jorge Olguín         | CA Independiente        | 17.05.1952 | 5        | 0        | 1           | 0          |
| 15                | Daniel Passarella    | River Plate             | 25.05.1953 | 5        | 2        | 1           | 0          |
| 18                | Alberto Tarantini    | River Plate             | 03.12.1955 | 5        | 0        | 0           | 0          |
| 19                | Enzo Trossero        | CA Independiente        | 23.05.1953 | 0        | 0        | 0           | 0          |
| 22                | José van Tuyne       | Racing Club             | 13.12.1954 | 0        | 0        | 0           | 0          |
| Mittelfeldspieler |                      |                         |            |          |          |             |            |
| 1                 | Osvaldo Ardiles      | Tottenham Hotspur       | 03.08.1952 | 5        | 1        | 1           | 0          |
| 3                 | Juan Barbas          | Racing Club             | 23.08.1959 | 2        | 0        | 0           | 0          |
| 4                 | Daniel Bertoni       | AC Florenz              | 14.03.1955 | 5        | 2        | 1           | 0          |
| 5                 | Gabriel Calderón     | CA Independiente        | 07.02.1960 | 4        | 0        | 0           | 0          |
| 9                 | Américo Gallego      | River Plate             | 25.04.1955 | 4        | 0        | 1           | 1          |
| 10                | Diego Maradona       | Boca Juniors            | 30.10.1960 | 5        | 2        | 1           | 1          |
| 12                | Patricio Hernández   | Estudiantes de La Plata | 16.08.1956 | 0        | 0        | 0           | 0          |
| 13                | Julio Olarticoechea  | River Plate             | 18.10.1958 | 0        | 0        | 0           | 0          |
| Stürmer           |                      |                         |            |          |          |             |            |
| 6                 | Ramón Díaz           | River Plate             | 29.08.1959 | 4        | 1        | 0           | 0          |
| 11                | Mario Kempes         | River Plate             | 15.07.1954 | 5        | 0        | 1           | 0          |
| 17                | Santiago Santamaría  | Newell’s Old Boys       | 22.08.1952 | 2        | 0        | 0           | 0          |
| 20                | Jorge Valdano        | Real Saragossa          | 04.10.1955 | 2        | 0        | 0           | 0          |
| 21                | José Daniel Valencia | CA Talleres             | 03.10.1955 | 1        | 0        | 0           | 0          |
| Trainer           |                      |                         |            |          |          |             |            |
|                   | César Luis Menotti   |                         | 05.11.1938 |          |          |             |            |

## Spiele der argentinischen Mannschaft

### Erste Runde
| Pl. | Land        | Sp. | S | U | N | Tore    | Diff. | Punkte |
| --- | ----------- | --- | - | - | - | ------- | ----- | ------ |
| 1.  | Belgien     | 3   | 2 | 1 | 0 | 003:100 | +2    | 05:10  |
| 2.  | Argentinien | 3   | 2 | 0 | 1 | 006:200 | +4    | 04:20  |
| 3.  | Ungarn      | 3   | 1 | 1 | 1 | 012:600 | +6    | 03:30  |
| 4.  | El Salvador | 3   | 0 | 0 | 3 | 001:130 | −12   | 0:60   |

- Argentinien –  Belgien 0:1 (0:0)

Stadion: Camp Nou (Barcelona)
Zuschauer: 95.500
Schiedsrichter: Wojtech Christow (Tschechoslowakei)
Tore: 0:1 Vandenbergh (62.)
- Argentinien –  Ungarn 4:1 (2:0)

Stadion: Estadio José Rico Pérez (Alicante)
Zuschauer: 32.093
Schiedsrichter: Belaid Alcarne (Algerien)
Tore: 1:0 Bertoni (26.), 2:0 Maradona (28.), 3:0 Maradona (57.), 4:0 Ardiles (60.), 4:1 Pölöskei (76.)
- Argentinien –  El Salvador 2:0 (1:0)

Stadion: Estadio José Rico Pérez (Alicante)
Zuschauer: 32.500
Schiedsrichter: Luis Barrancos (Bolivien)
Tore: 1:0 Passarella (22.) 11m, 2:0 Bertoni (52.)
Weltmeister Argentinien startete im Eröffnungsspiel der WM gegen Belgien mit seinem 21-jährigen Superstar Diego Maradona und vielen Vorschusslorbeeren. Die verdiente 0:1-Niederlage war die pure Ernüchterung, aber noch nicht das Aus für den Favoriten. Schon gegen Ungarn im zweiten Spiel kamen die Gauchos in Fahrt. Das 2:0 gegen den krassen Außenseiter El Salvador stimmte schon wieder bedenklicher. Doch auch die Belgier rissen keine Bäume aus. 1:0 gegen El Salvador, das den Ungarn im ersten Spiel 1:10 (!) unterlag. Gegen die Magyaren schafften Keeper Jean-Marie Pfaff & Co. ein erst spät gesichertes 1:1. Das reichte jedoch zum zweiten Gruppensieg vor Argentinien.

### Zweite Runde
| Pl. | Land        | Sp. | S | U | N | Tore    | Diff. | Punkte |
| --- | ----------- | --- | - | - | - | ------- | ----- | ------ |
| 1.  | Italien     | 2   | 2 | 0 | 0 | 005:300 | +2    | 04:0   |
| 2.  | Brasilien   | 2   | 1 | 0 | 1 | 005:400 | +1    | 02:20  |
| 3.  | Argentinien | 2   | 0 | 0 | 2 | 002:500 | −3    | 0:40   |

- Italien –  Argentinien 2:1 (0:0)

Stadion: Estadio Sarriá (Barcelona)
Zuschauer: 43.000
Schiedsrichter: Nicolai Rainea (Rumänien)
Tore: 1:0 Tardelli (55.), 2:0 Cabrini (67.), 2:1 Passarella (83.)
- Argentinien –  Brasilien 1:3 (0:1)

Stadion: Estadio Sarriá (Barcelona)
Zuschauer: 43.000
Schiedsrichter: Mario Rubio Vazquez (Mexiko)
Tore: 0:1 Zico (11.), 0:2 Serginho Chulapa (66.), 0:3 Júnior (75.), 1:3 Díaz (89.)
Argentinien traf in der zweiten Finalrunde zunächst auf Italien. In einem sehr hart geführten Spiel unterlag Argentinien schließlich 1:2. Spielmacher Maradona wurde vom kompromisslosen Claudio Gentile gedeckt, hatte aber auch kein Glück mit der Schiedsrichterleistung: Gentile streckte ihn auch einmal mit einem Faustschlag nieder und sah dafür bloß gelb. Maradona setzte auch einen Freistoß ans Lattenkreuz. Der späte Anschlusstreffer Passarellas in der 83. Minute konnte nichts mehr an der Niederlage ändern.
Gegen den Turnierfavoriten Brasilien hatte Argentinien kaum eine Chance und verlor mit 1:3. Maradona hatte die Nerven verloren und seinem Gegenspieler Batista weitab vom Ball in den Magen getreten und dafür Rot gesehen. Der Anschlusstreffer fiel erst in der 89. Minute und konnte das Spiel nicht mehr drehen.